# Épigénomique
 (janvier 2022).
Si vous disposez d'ouvrages ou d'articles de référence ou si vous connaissez des sites web de qualité traitant du thème abordé ici, merci de compléter l'article en donnant les références utiles à sa vérifiabilité et en les liant à la section « Notes et références ».

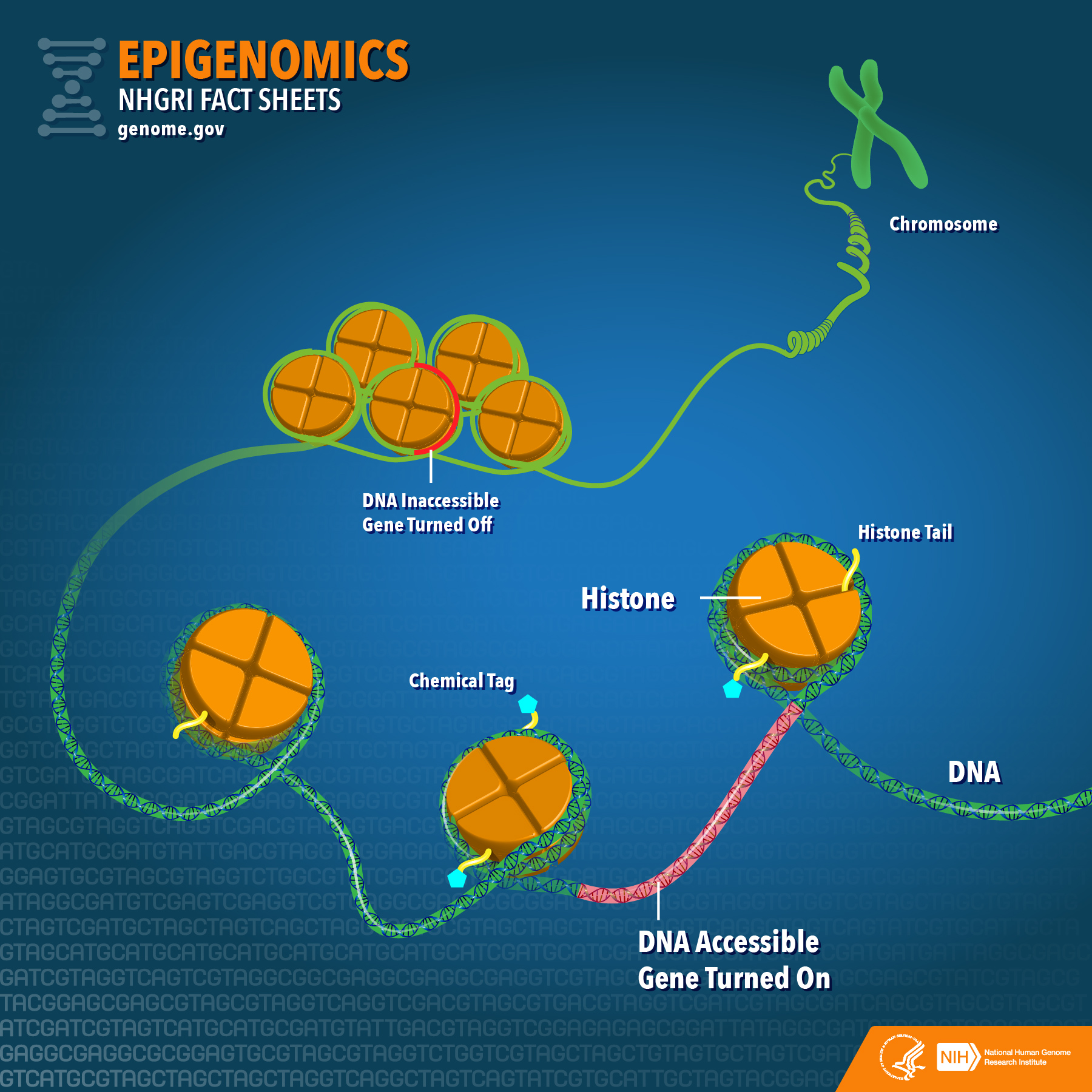
fiche descriptive du NHGRI

L’épigénomique est l'étude de l'ensemble des modifications épigénétiques d'une cellule.,Les modifications  épigénétiques sont réversibles dans l'ADN de la cellule ou les histones. Ceci affecte l'expression des gènes altérant la séquence d'ADN (Russell 2010 p. 475). Deux des modifications  épigénétiques les plus caractéristiques sont: la méthylation de l'ADN et les modifications par les histones. Les modifications  épigénétiques jouent un rôle important dans l'expression et la régulation des gènes et sont impliquées dans un nombre de processus cellulaires comme dans la différentiation/ le développement et la tumorigenèse. L’étude de l' épigénétiques, en globalité, a été rendu possible récemment grâce à l'adaptation de la génomique à haut débit.